# Simulcast (album)
Simulcast è il sesto album in studio del musicista statunitense Tycho. È stato pubblicato il 28 febbraio 2020 con le etichette Mom + Pop Music e Ninja Tune.

## Registrazione
Simulcast rielabora le tracce vocali del precedente album di Tycho Weather. La voce è stata rimossa e la strumentazione è stata ampliata.

## Accoglienza critica
Simulcast ha ricevuto recensioni generalmente favorevoli da parte della critica. Su Metacritic, che assegna una valutazione media ponderata su 100 alle recensioni delle pubblicazioni tradizionali, questa versione ha ricevuto un punteggio medio di 67, sulla base di 4 recensioni.

## Tracce
1. Weather – 4:14
2. Alright – 4:02
3. Outer Sunset – 4:10
4. Into the Woods – 4:02
5. Easy – 3:26
6. PCH – 3:20
7. Cypress – 6:14
8. Stress – 5:06